# Hirsach (Rheinau)
Hirsach ist eine Wüstung auf dem Gebiet der Stadt Rheinau in Baden-Württemberg.

## Geografische Lage
Hirsach liegt in der Gemarkung des Rheinauer Stadtteils Helmlingen.

## Geschichte
Hirsach lag im Amt Lichtenau der Herrschaft Lichtenberg. Es war allodialer Besitz der Herren von Lichtenberg. Die Vorbesitzer sind nicht feststellbar. 1335 nahmen die mittlere und die jüngere Linie des Hauses Lichtenberg eine Landesteilung vor. Dabei fiel das Amt Lichtenau – und damit Hirsach – an Ludwig III. von Lichtenberg, der die jüngere Linie des Hauses begründete.
Anna von Lichtenberg (* 1442; † 1474) war als Tochter Ludwigs V. von Lichtenberg (* 1417; † 1474) eine von zwei Erbtöchtern mit Ansprüchen auf die Herrschaft Lichtenberg. Sie heiratete 1458 den Grafen Philipp I. den Älteren von Hanau-Babenhausen (* 1417; † 1480), der eine kleine Sekundogenitur aus dem Bestand der Grafschaft Hanau erhalten hatte, um sie heiraten zu können. Durch die Heirat entstand die Grafschaft Hanau-Lichtenberg. Nach dem Tod des letzten Lichtenbergers, Jakob von Lichtenberg, eines Onkels von Anna, erhielt Philipp I. d. Ä. 1480 die Hälfte der Herrschaft Lichtenberg. Die andere Hälfte gelangte an seinen Schwager, Simon IV. Wecker von Zweibrücken-Bitsch. Das Amt Lichtenau – und damit auch Hirsach – gehörte zu dem Teil von Lichtenberg, den die Nachkommen von Philipp und Anna erbten.
Da Hirsach sowohl als Dorf als auch als Hof genannt wird, ist es wahrscheinlich allmählich verlassen worden. Im 15. Jahrhundert ist es noch Bestandteil des Amtes Lichtenau, später fiel es wüst.